# Tapinoma litorale
Tapinoma litorale este o specie de furnici din genul Tapinoma. Descrisă de William Morton Wheeler în 1905, specia este endemică în diferite țări din America de Nord.